# Bruno Zach

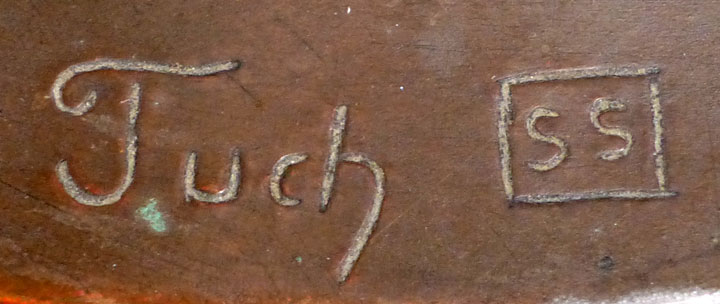
Signatur von Professor Tuch alias Bruno Zach

Bruno Zach (* 6. Mai 1891 in Schytomyr, Ukraine, Russisches Kaiserreich; † 20. Februar 1945 in Wien, Österreich) war ein österreichischer Bildhauer.

## Leben

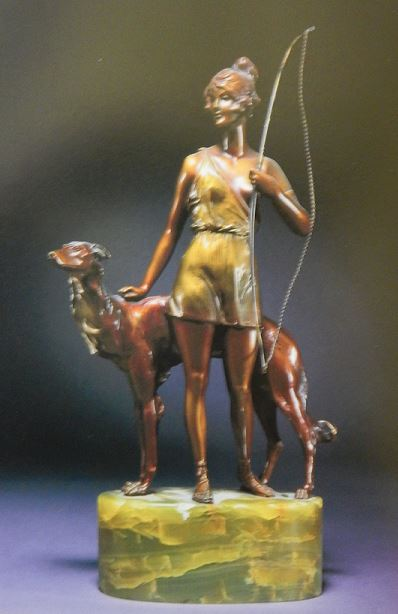
Jägerin mit Hund, etwa 1920

Zach zog in jungen Jahren nach Wien, wo er an der Akademie der bildenden Künste Wien bei Hans Bitterlich und Josef Müllner Bildhauerei studierte. Der wesentliche Teil seines künstlerischen Schaffens entstand zwischen 1918 und 1935.
Zach fertigte Skulpturen aus Bronze und Chryselephantin, mit denen er neben Sportszenen und Tierabbildungen besonders auch aufreizende, teilweise erotische bis sadomasochistische Themen besetzte. Seine emailbemalten Statuetten im Stil des Art déco bilden große, athletische, dominierende Frauen ab, die nicht selten mit Strümpfen, Strumpfbändern und hohen Absätzen versehen sind.
Er signierte seine Arbeiten als Bruno Zach, B. Zach oder mit Pseudonymen wie Professor Tuch, Prof. Tuch oder Tuch, F. Mazura, K. Salat oder SALAT, letztere besonders für seine orientalistisch inspirierten Erotica.
Die Bronzen Zachs wurden von der Gießerei Bergmann, den Argentor-Werken Rust & Hetzel, der Broma Companie und S. Altmann & Co. handwerklich umgesetzt.

## Werke (Auswahl)
- Gestohlene Herzen, ca. 1930
- Sklavenmarkt, 1905
- Entführung, 1930
- Mädchen auf Bärenfell, 1930
- Genießer
- Elch, 1930
- Rotwildgruppe
- Stehendes Mädchen im Badeanzug
- Keuschheit
- Tänzerin mit Reifen, 1930
- Umarmung
- Lautespielender Orientale vor unbekleideter junger Frau, 1920
- Stehendes junges Mädchen mit Gerte